# 마슈역
마슈역(일본어: 摩周駅,ましゅうえき)은 홋카이도 가와카미 군의 데시카가정에 위치한 홋카이도 여객철도의 철도역이다.

## 운행노선
- 홋카이도 여객철도 (JR 홋카이도)
  - 센모 본선

## 역 구조
2면3선 섬식과 단선으로 이루어져 있으며 지상에 위치해 있다.
| 1 | ■센모 본선 | (상행) | 시레토코샤리・아바시리 방면 |
| 2 | ■센모 본선 | (하행) | 시베차・구시로 방면         |
| 3 | ■센모 본선 | (하행) | 시베차・구시로 방면         |

## 역명 개칭
개통 당시 명칭은 데시카가 (弟子屈,てしかが) 역이었으나, 역 부근에 위치한 마슈호의 관광 진흥을 목적으로 1990년 11월 20일에 마슈 역으로 개칭하였다.

## 사진

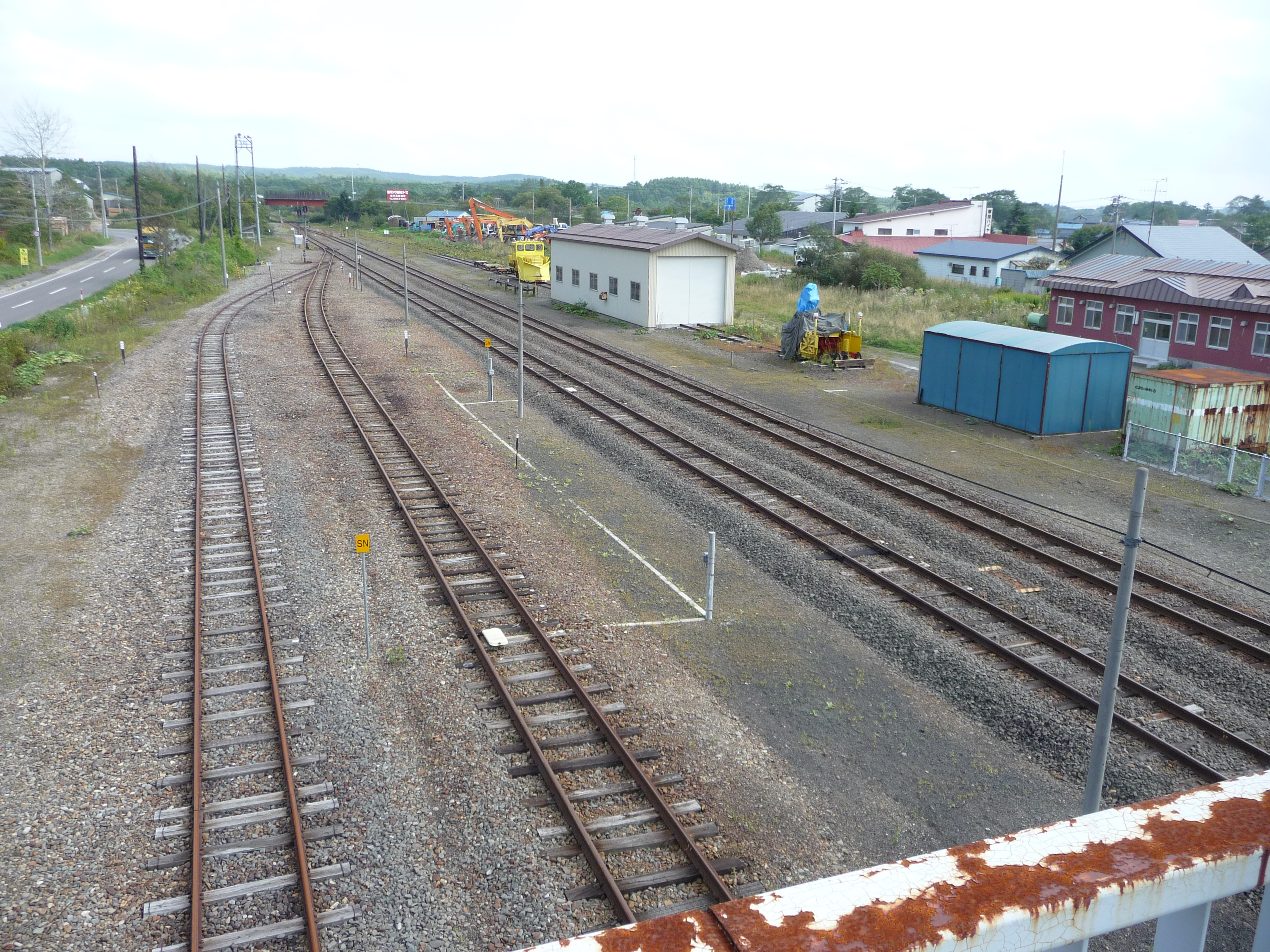
마슈 역 구내 (육교에서 구시로 방법을 희망한다)